# 9月7日
9月7日（くがつなのか）は、グレゴリオ暦で年始から250日目（閏年では251日目）にあたり、年末まであと115日ある。

## できごと

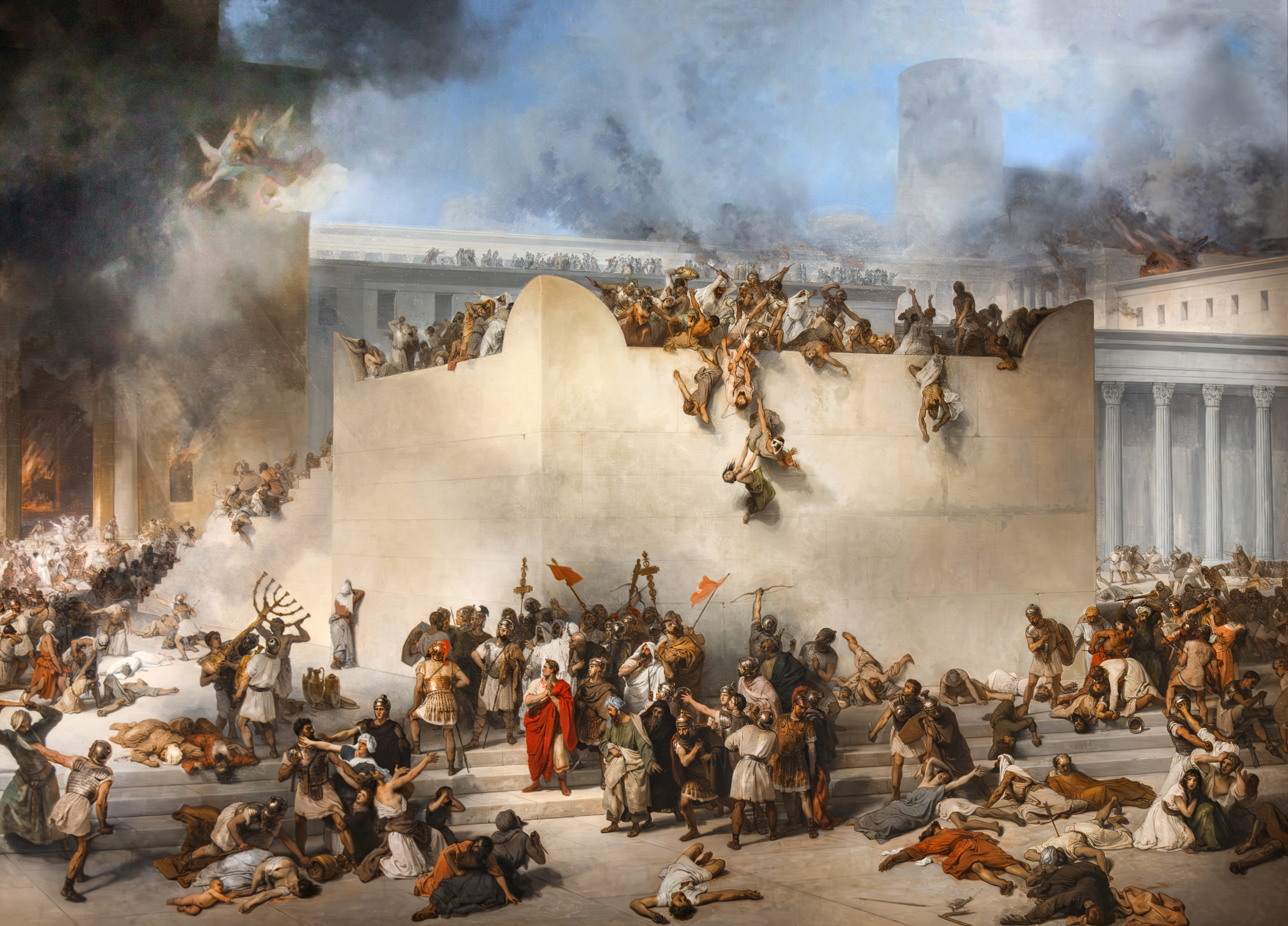
エルサレム攻囲戦、ローマ帝国軍がエルサレムを完全に制圧(70)。画像はフランチェスコ・アイエツ画『エルサレム神殿の破壊』(1867)

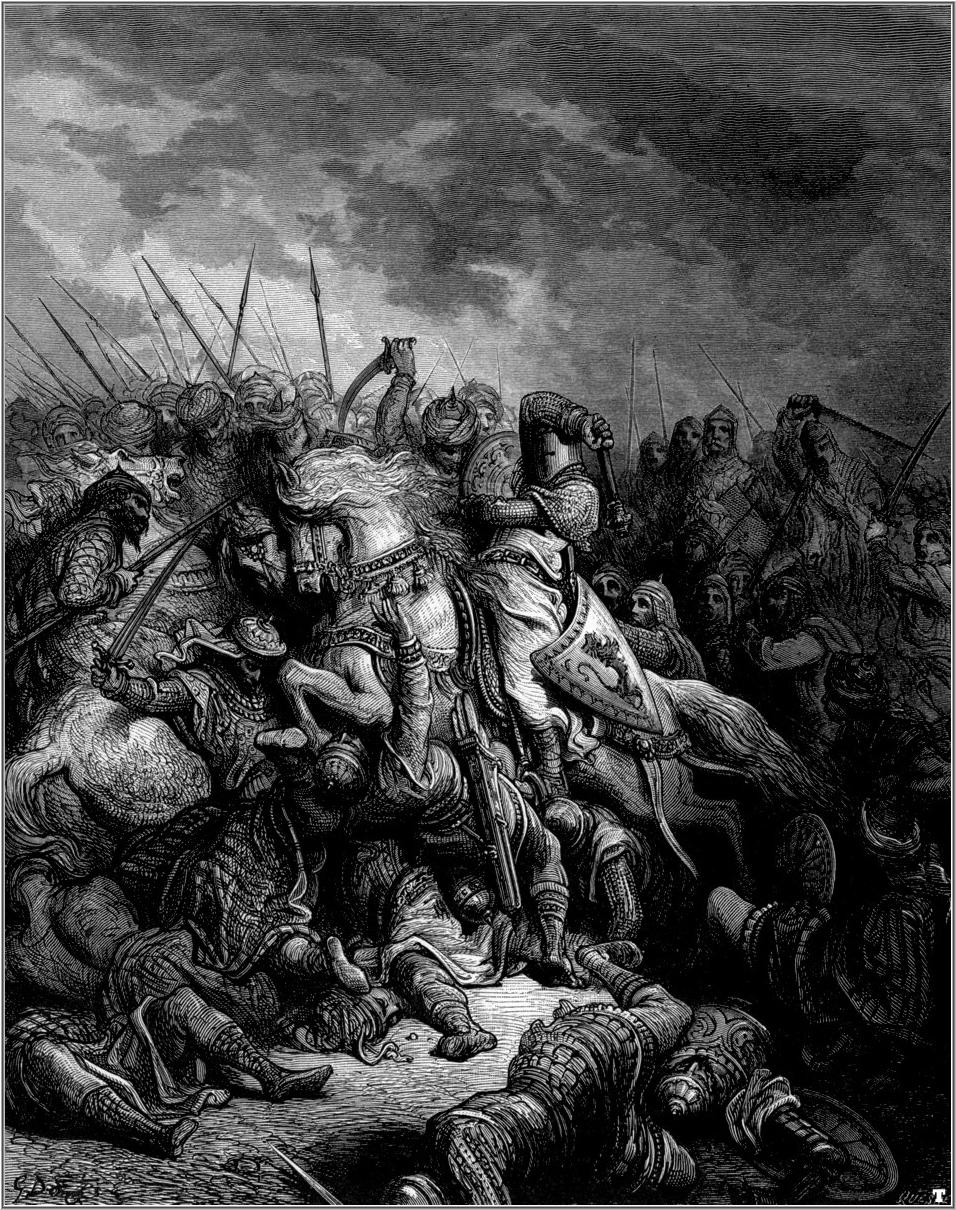
アルスフの戦い(1191)、リチャード1世の十字軍がサラーフッディーンを撃退。画像はギュスターヴ・ドレ画(19世紀)

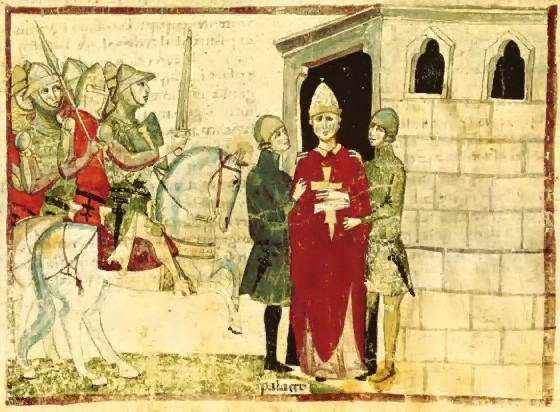
アナーニ事件(1303)。画像は捕えられるボニファティウス8世。

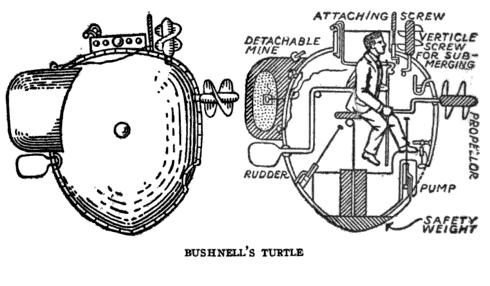
タートル潜水艇（画像）による世界初の潜水艦攻撃(1776)

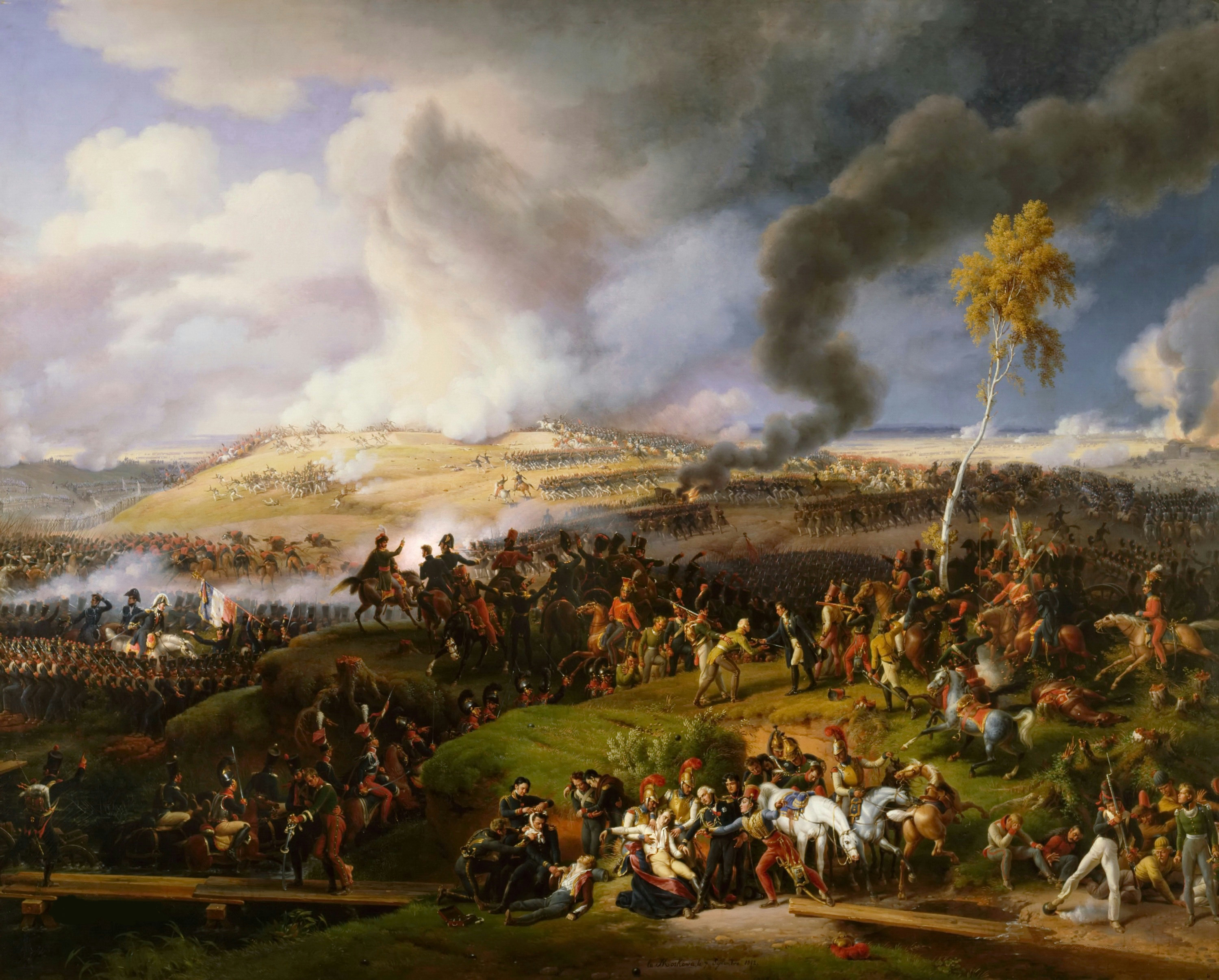
ナポレオン戦争:ボロジノの戦い(1812)

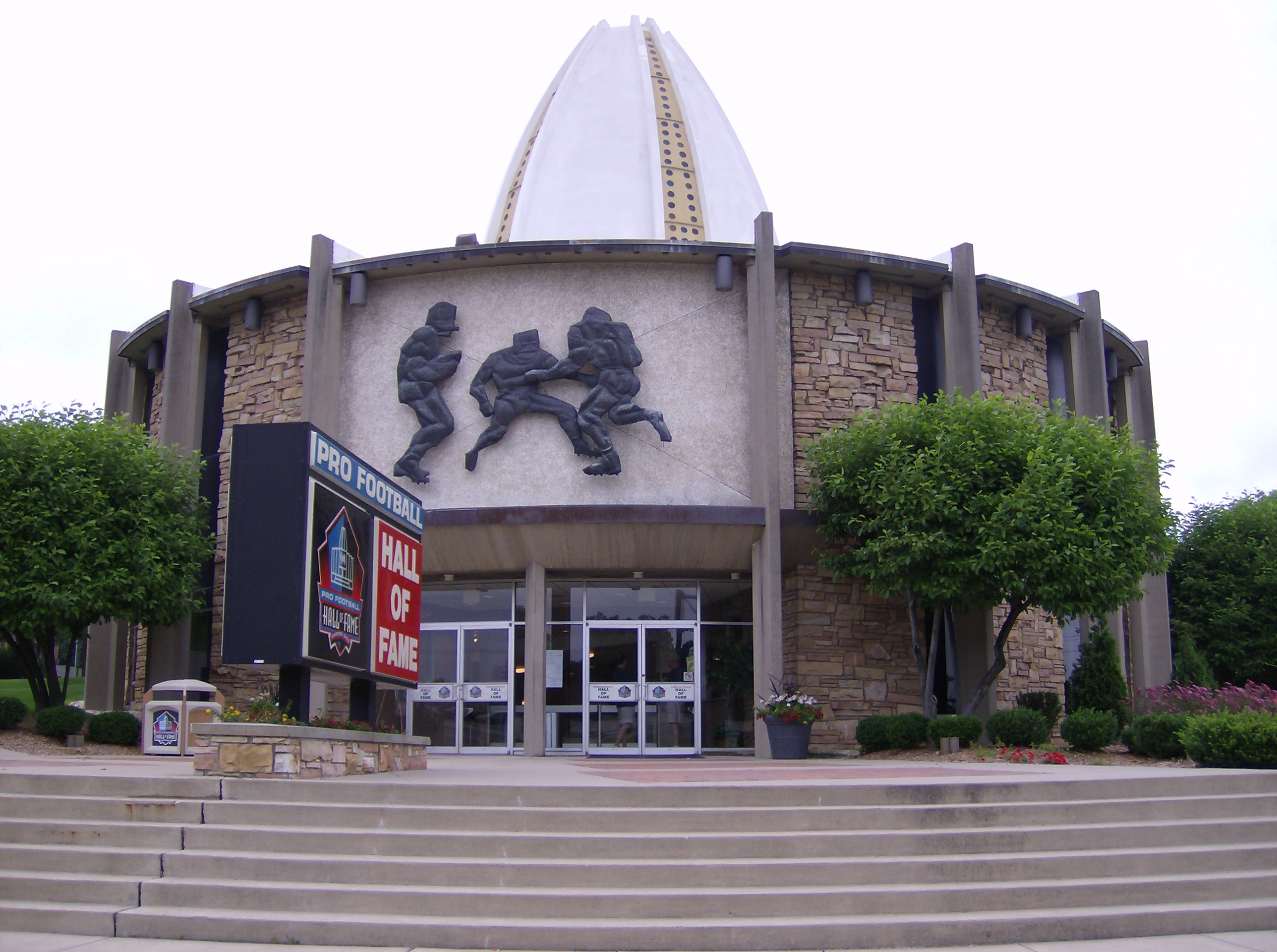
プロフットボール殿堂開設(1963)

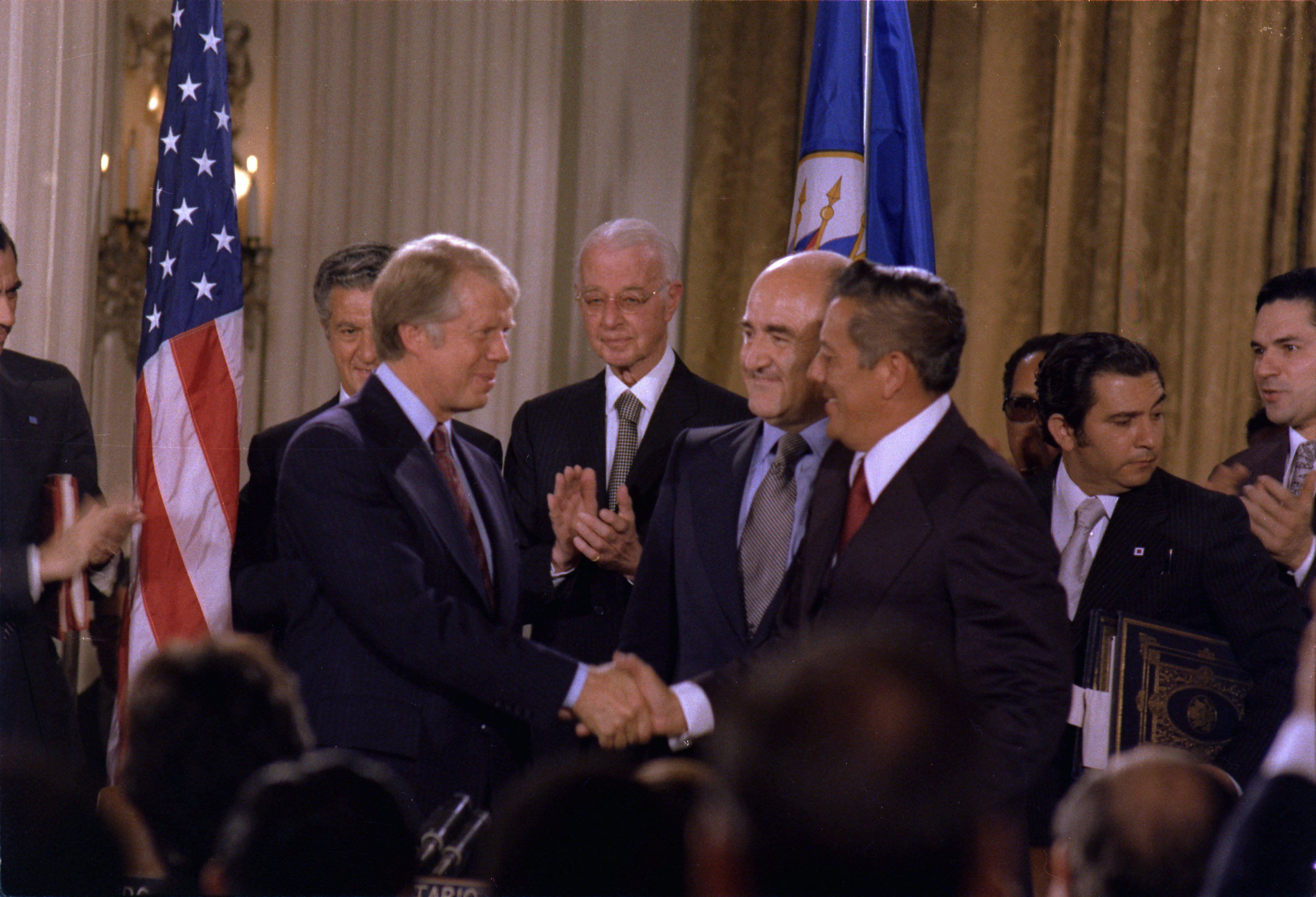
新パナマ運河条約締結(1977)、パナマ運河がパナマに返還される。

- 70年 - ユダヤ戦争・エルサレム攻囲戦: ティトゥス率いるローマ帝国軍がエルサレムを完全に制圧[要出典]。
- 729年（天平元年8月10日） - 藤原不比等の娘・光明子（後の光明皇后）が聖武天皇の妃となる[要出典]。初の皇族以外の皇后。
- 758年（天平宝字2年8月1日） - 第47代天皇・淳仁天皇が即位。
- 1159年 - 教皇アレクサンデル3世が即位。
- 1191年 - 第3回十字軍: アルスフの戦い。リチャード1世の十字軍がサラーフッディーンを撃退。
- 1228年 - 第6回十字軍: ローマ皇帝フリードリヒ2世がアッコに上陸。
- 1303年 - アナーニ事件。フランス王フィリップ4世がローマ教皇ボニファティウス8世をローマ近郊のアナーニに捕囚。
- 1571年 - リドルフィ陰謀事件（英語版）で、第4代ノーフォーク公爵トマス・ハワードをロンドン塔に移送するための英国女王の令状が届く。
- 1620年 - グスタフ2世アドルフによりコッコラが建設される。
- 1651年（慶安4年7月23日） - 慶安の変。兵学者・由井正雪らの幕府顛覆計画が発覚。
- 1652年 - 郭懷一事件が勃発。
- 1706年 - スペイン継承戦争: トリノの戦い。
- 1757年 - 七年戦争: モイスの戦い。
- 1764年 - ポーランド・リトアニア共和国の最後の国王スタニスワフ・アウグスト・ポニャトフスキが即位。
- 1776年 - アメリカの潜水艇「タートル」がイギリスの戦列艦「イーグル」を攻撃。世界初の潜水艦攻撃。
- 1778年 - アメリカ独立戦争: ドミニカ侵攻。
- 1798年（寛政10年7月27日） - 近藤重蔵らが択捉島の最北端に「大日本惠登呂府」の標識を建立。
- 1812年 - ナポレオン戦争・1812年ロシア戦役: ボロジノの戦い。
- 1818年 - カール14世ヨハンがノルウェーのニーダロス大聖堂で戴冠（5月11日ストックホルム大聖堂で行ったものに続く2度目の戴冠式）。
- 1822年 - ペドロ1世がブラジルのポルトガルからの独立を宣言。
- 1856年（ユリウス暦8月26日） - サイマー運河が開通。
- 1857年 - メドウ山虐殺（英語版）。
- 1860年 - リソルジメント: ガリバルディがナポリ入城を果たす。
- 1882年 - 1882年ハイチ地震（フランス語版）。
- 1886年 - 明治天皇と政府の間で機務六条が結ばれ、親政権の放棄や立憲君主の受け入れを表明。
- 1892年 - 現行のボクシングの基礎となるクインズベリー・ルールを適用した初のボクシング公式試合が開催。
- 1901年 - 義和団の乱: 清朝と諸外国との間で最終議定書、北京議定書に調印。
- 1904年 - ラサ条約がイギリスとガンデンポタン（チベット政府）の間で締結される。
- 1907年 - 当時最大の旅客船であったルシタニア号が就航。
- 1909年 - ウジェーヌ・ルフェーブルが自ら操縦する飛行機の事故で死亡、飛行機の事故で死亡した最初のパイロット。
- 1921年 - レジオ・マリエが設立される。
- 1923年 - インターポールが設立される。
- 1927年 - ロチュース号事件をめぐる国際裁判で、常設国際司法裁判所はトルコの違法性を否定する旨の判断を下す。
- 1927年 - フィロ・ファーンズワースがサンフランシスコの研究室のイメージディセクタ（Image Dissector）撮像管から映像を一本の線として送り出すことに成功し完全電子テレビシステムを確立、1929年までにさらに改良を重ねる。
- 1932年 - チャコ戦争: ボケロンの戦い（英語版）が始まる。（9月29日まで）
- 1936年 - オーストラリア・タスマニア州の動物園で飼育されていたフクロオオカミの最後の1頭が死亡し、絶滅。
- 1940年 - 第二次世界大戦: ナチス・ドイツがイギリスへの大規模な空襲（ザ・ブリッツ）を開始。翌年5月までに約4万人が死亡。
- 1940年 - ブルガリア・ルーマニア間でクラヨーヴァ条約が締結。13日に批准されルーマニアは、1913年の第二次バルカン戦争で獲得した南ドブロジャをブルガリアに返還することとなった一方、ブルガリアはその対価として、100万レウを支払った。
- 1945年 - 第二次世界大戦・日本の降伏: 日本軍第28師団長納見敏郎中将と独立混成第64旅団長髙田利貞少将と海軍沖縄方面根拠地隊参謀長加藤唯雄少将が沖縄県中頭郡越來村森根で米第10軍に降伏調印。（沖縄市民平和の日）
- 1945年 - 第二次世界大戦・ミンダナオ島の戦い: 第35軍参謀長友近美晴少将と第100師団参謀大野吉弘中佐がダバオ市マリログ地区タムガンで米第31歩兵師団（英語版）に対する降伏文書に署名する。
- 1945年 - 第二次世界大戦: 1945年ベルリン戦勝記念パレード。
- 1949年 - 東京都中台にあった東京共同火薬庫の第3号庫が爆発。他の火薬庫のほか、半径約1.5km内にあった家屋約1200戸が損壊。負傷者50余人[1]。
- 1951年 - 長崎県大島町に存在した大島炭鉱第1坑でガス爆発が発生。死者10人、重症者5人[1]。
- 1953年 - ニキータ・フルシチョフがソ連共産党第一書記に就任。
- 1953年 - アメリカのテニス選手モーリーン・コノリーが全米選手権で優勝し、史上2度目、女子選手では初の年間グランドスラムを達成。
- 1958年 - ロングプリー事件。入間市の米軍ジョンソン基地内を進行していた西武池袋線の電車に向け、ロングプリー三等兵が発砲。乗客の学生1人が死亡。
- 1960年 - ローマオリンピック男子体操団体総合で、日本が初の金メダルを獲得。以後、モントリオール大会まで5連覇。
- 1963年 - アメリカオハイオ州カントンにプロフットボール殿堂が開設。
- 1964年 - 五島昇東急社長と大川博東映社長が共同記者会見、9月30日をもって東映の東急グループからの独立を表明。
- 1965年 - ベトナム戦争: ピラニア作戦（英語版）開始。
- 1966年 - 明星食品がインスタントラーメン「明星チャルメラ」発売。
- 1970年 - 厚生省が、スモン病の原因と判明したキノホルムの発売停止を指示。
- 1973年 - 長沼ナイキ訴訟で、札幌地裁が裁判所としては初の自衛隊違憲判決。
- 1977年 - アメリカとパナマが、1999年末にパナマ運河と運河地帯をアメリカからパナマに返還する条約（新パナマ運河条約）に調印。
- 1978年 - ブルガリアの作家ゲオルギー・マルコフが亡命先のロンドンでブルガリア内務省のエージェントにより毒入りの弾丸を打ち込まれる。9月11日に死亡。
- 1979年 - 第1次大平内閣衆議院解散（増税解散、一般消費税解散）。
- 1979年 - スポーツ専門チャンネルESPNが開局。
- 1986年 - デズモンド・ムピロ・ツツが南アフリカ聖公会のケープタウン大主教に就任。南アフリカ聖公会初の黒人大主教。
- 1987年 - 東ドイツのエーリッヒ・ホーネッカー国家評議会議長が分断後初めて西ドイツを訪問。
- 1987年 - 劇団新国劇が解散。
- 1988年 - オリエント・エクスプレス '88が始発駅のフランス・リヨン駅を出発。
- 1988年 - アフガニスタン初の宇宙飛行士アブドゥルアフド・ムハンマドにソ連邦英雄の称号とレーニン勲章が授与される。
- 1989年 - ポーランドで非共産党系のタデウシュ・マゾヴィエツキ内閣が成立。ポーランド人民共和国は消滅し、ポーランド第三共和国が成立（→ポーランド民主化運動）。
- 1999年 - アテネ地震発生。
- 2001年 - 在日アメリカ大使館が「日本国内に滞在する米国人に対してテロ攻撃の可能性がある」として警告[2]。4日後の9月11日にアメリカ同時多発テロが発生した。
- 2004年 - 台風18号が長崎県上陸。西日本と北日本で暴風による被害が出る。死者41人。
- 2008年 - アメリカ政府が経営危機の連邦住宅抵当公庫（ファニーメイ）と連邦住宅金融抵当公庫（フレディマック）の国有化を発表。
- 2009年 - サモアで、自動車の通行区分が右側通行から左側通行に変更[3]。
- 2010年 - 沖縄県・尖閣諸島近くの日本領海内で、中国漁船が海上保安庁の巡視船と接触、公務執行妨害の疑いで漁船の中国人船長が逮捕される[4]。（尖閣諸島中国漁船衝突事件）
- 2011年 - ヤロスラヴリ旅客機墜落事故が発生する[5]。
- 2013年 - アルゼンチンのブエノスアイレスで行われた第125次IOC総会で、東京が56年ぶりに2020年夏季オリンピック・パラリンピックの開催地に決定[6]。
- 2013年 - NASAが月面気体調査ミッションLADEE（英語版）を始動。
- 2017年 - メキシコで最大マグニチュード8.2のチアパス地震が起こる[7]。
- 2017年 - 中華民国（台湾）で、林全が行政院院会を開き、内閣総辞職[8]。

## 誕生日

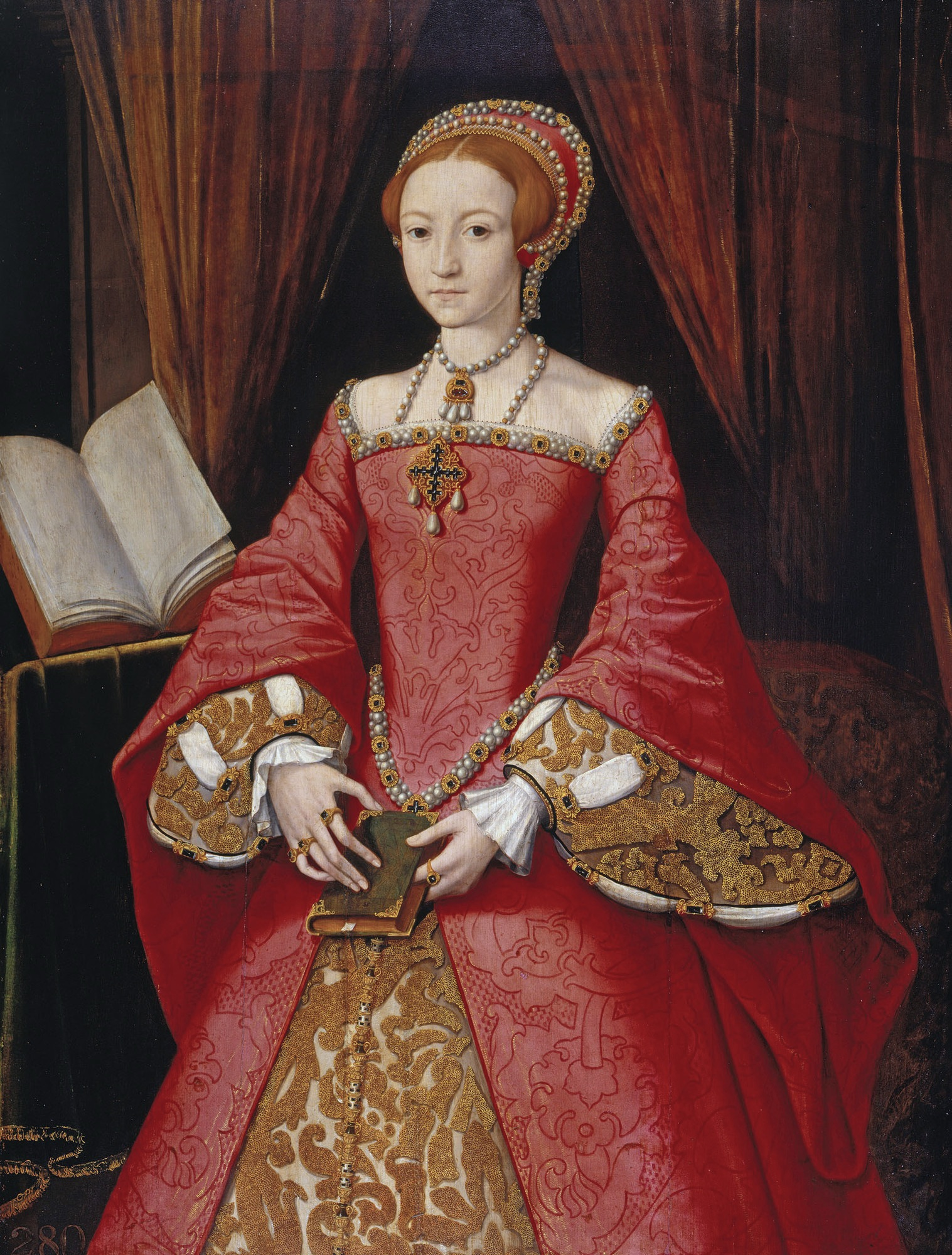
イングランド女王「処女王」エリザベス1世(1533-1603)誕生。生涯結婚せず。

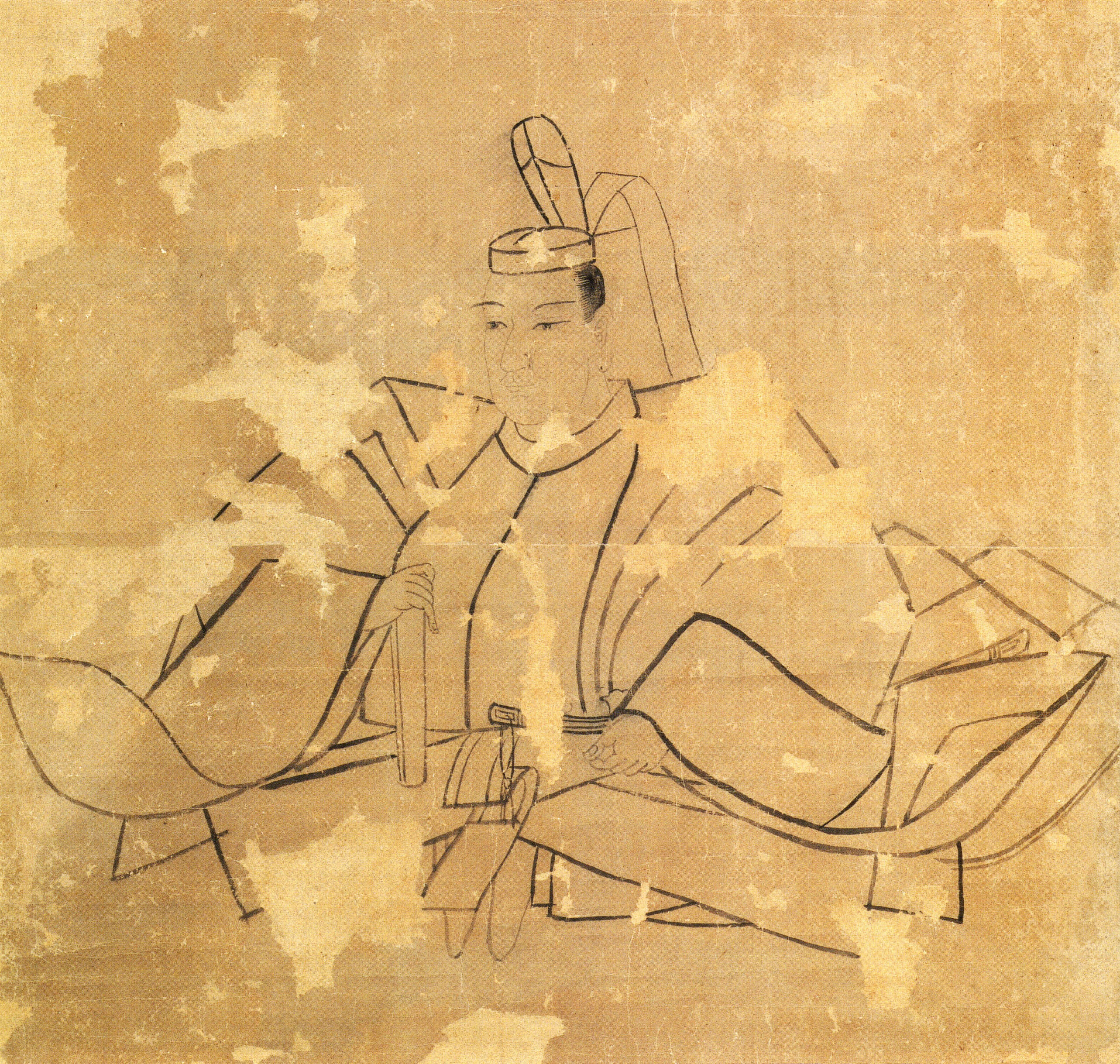
江戸幕府第4代将軍、徳川家綱(1641-1680)誕生。

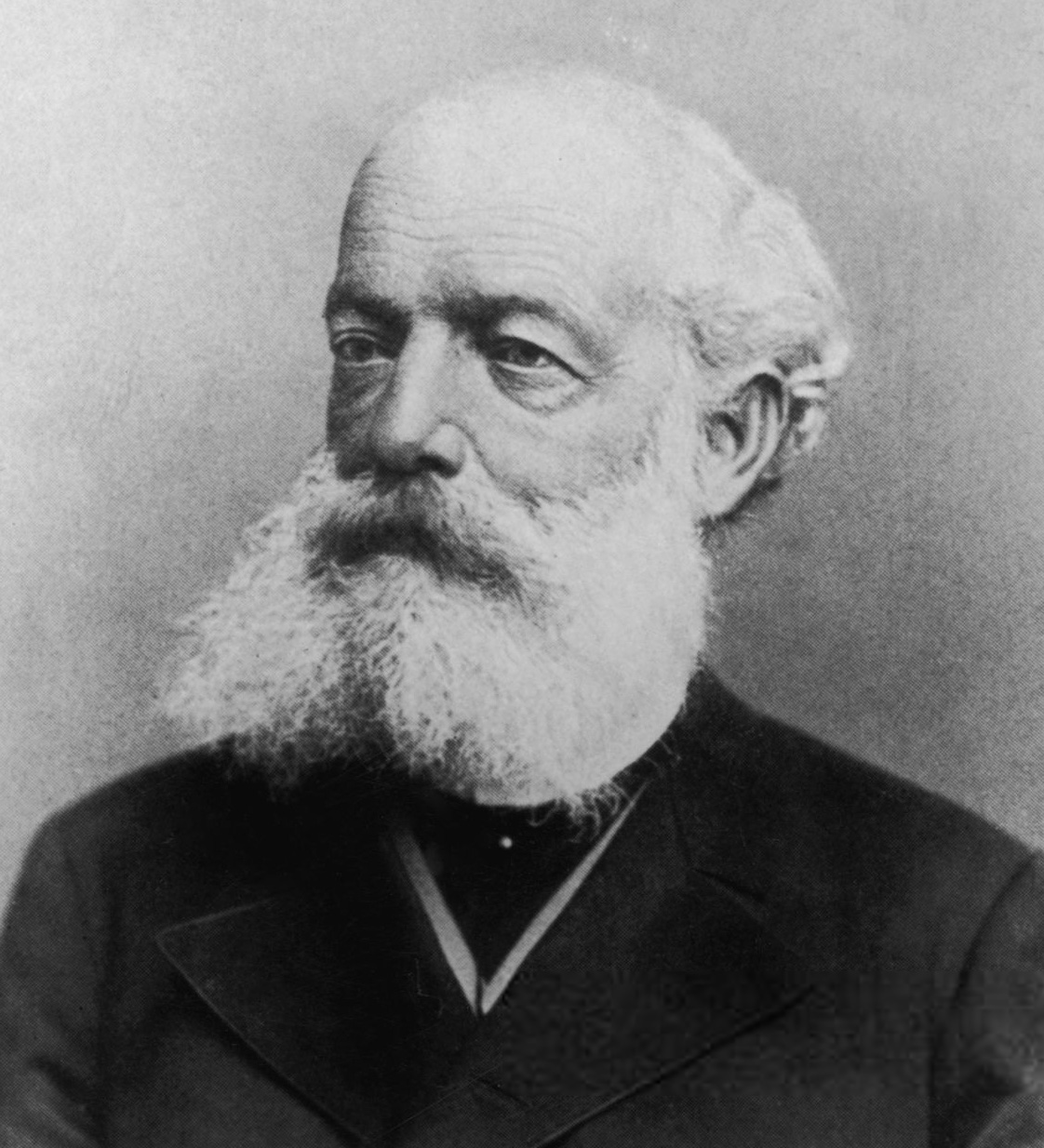
有機化学者アウグスト・ケクレ(1829-1896)誕生。ベンゼンのケクレ構造を発見。

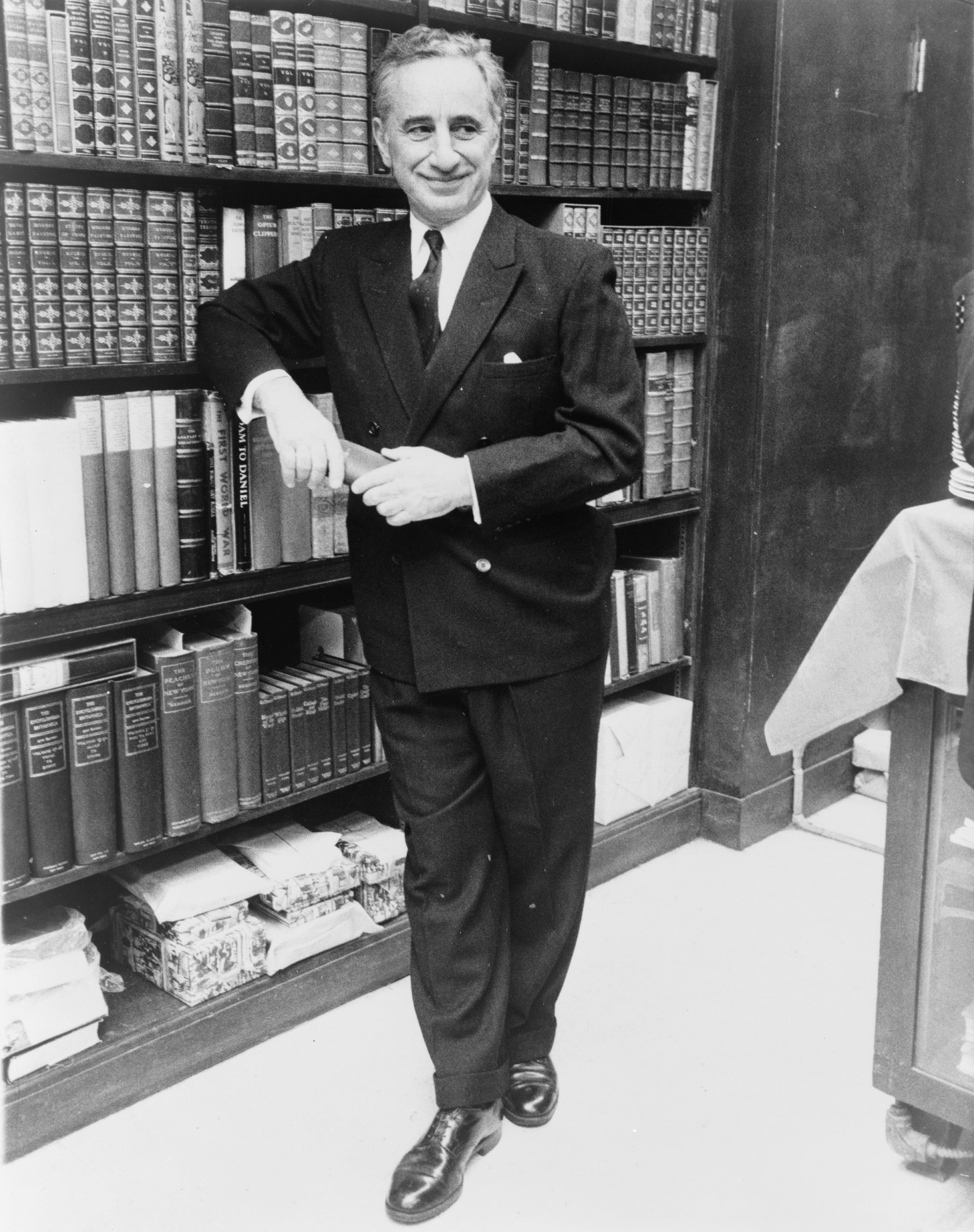
映画監督エリア・カザン(1909-2003)誕生。

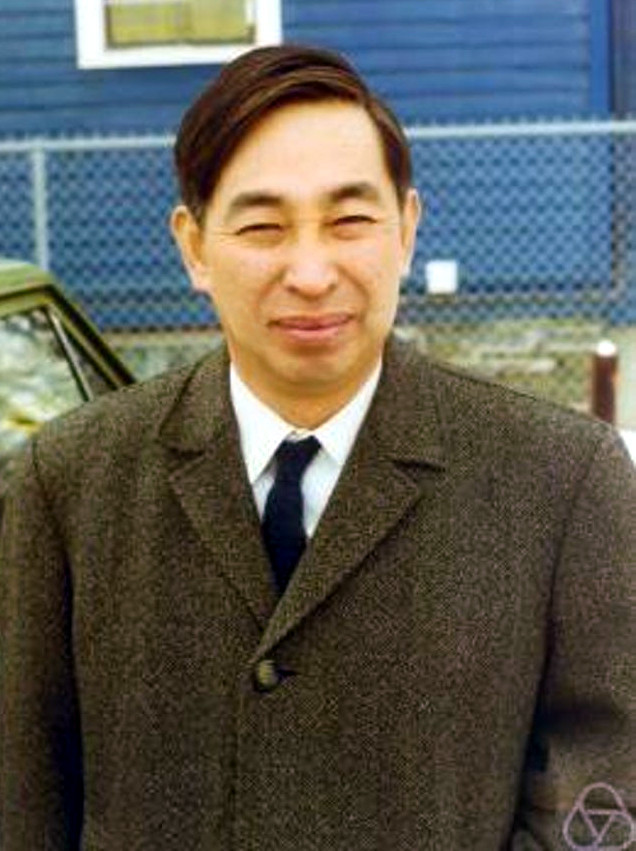
数学者伊藤清(1915-2008)誕生。「伊藤の補題」で知られる。

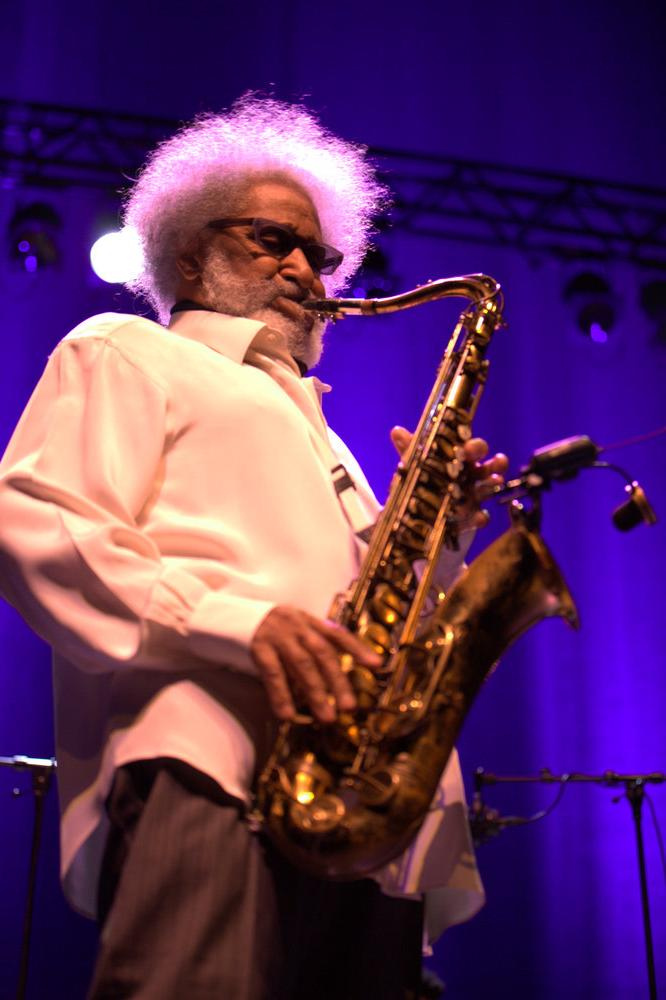
ハード・バップのジャズサックス奏者、ソニー・ロリンズ(1930-)誕生。

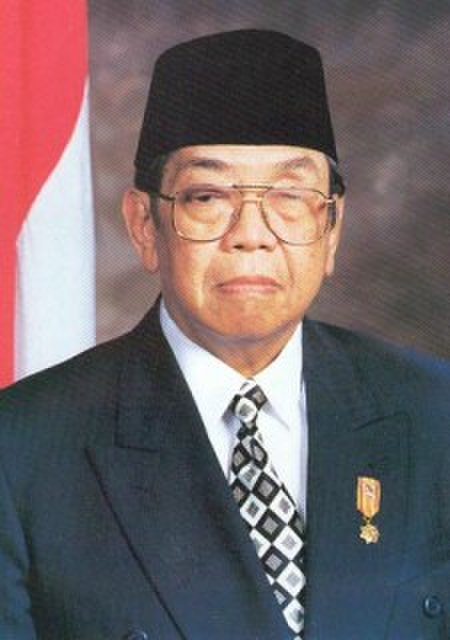
インドネシア第4代大統領アブドゥルラフマン・ワヒド(1940-2009)誕生。

- 923年（延長元年7月24日） - 朱雀天皇、第61代天皇（+ 956年）
- 1291年（正応4年8月13日）- 洞院公賢、太政大臣・有職故実学者（+ 1360年）
- 1438年 - ルイ2世 (下ヘッセン方伯)（英語版）、下ヘッセン方伯（+ 1471年）
- 1500年 - セバスチャン・ニューディゲート（英語版）、殉教者（+ 1535年）
- 1524年 - トマス・エラストス、神学者（+ 1583年）
- 1533年 - エリザベス1世[9]、イギリス国王（+ 1603年）
- 1641年（寛永18年8月3日）- 徳川家綱、江戸幕府第4代将軍（+ 1680年）
- 1641年（寛永18年8月3日）- 榊原政房、第2代姫路藩主（+ 1667年）
- 1683年 - マリア・アンナ・ヨーゼファ・フォン・エスターライヒ、ポルトガル王ジョアン5世の王妃（+ 1654年）
- 1707年 - ビュフォン[10]、博物学者、数学者、植物学者（+ 1788年）
- 1702年（元禄15年8月16日）- 毛利元尭、第4代徳山藩主（+ 1721年）
- 1713年（正徳3年7月18日）- 亀井茲満、第4代津和野藩主（+ 1736年）
- 1721年（享保6年閏7月16日）- 徳川宗尹、一橋徳川家始祖（+ 1765年）
- 1726年 - フランソワ＝アンドレ・ダニカン・フィリドール、作曲家（+ 1795年）
- 1728年（享保13年8月4日）- 織田秀賢、第8代柳本藩主（+ 1784年）
- 1740年 - ヨハン・トビアス・セルゲル、彫刻家（+ 1814年）
- 1791年 - ジュゼッペ・ジョアチーノ・ベリ（英語版）、詩人（+ 1863年）
- 1795年 - ジョン・ポリドリ、作家、医師（+ 1821年）
- 1807年 - ヘンリー・シーウェル（英語版）、政治家、初代ニュージーランド首相（+ 1879年）
- 1810年 - ヘルマン・ハインリヒ・ゴッセン、経済学者（+ 1858年）
- 1811年 - カール・アントン ・フォン・ホーエンツォレルン＝ジグマリンゲン（+ 1885年）
- 1815年 - ハウエル・コブ、アメリカ合衆国財務長官、アメリカ連合国臨時議会議長（+ 1868年）
- 1815年 - ジョン・マクドゥアル・ステュアート（英語版）、探検家（+ 1866年）
- 1815年（文化12年8月5日）- 入江長八、工芸家（+ 1889年）
- 1819年 - トーマス・A・ヘンドリックス、政治家、第21代アメリカ合衆国副大統領（+ 1885年）
- 1829年 - フリードリヒ・ケクレ、化学者（+ 1896年）
- 1831年 - アレクサンドル・ファルギエール、彫刻家（+ 1900年）
- 1834年（天保5年8月5日）- 水野忠良、第5代沼津藩主（+ 1858年）
- 1836年 - ヘンリー・キャンベル＝バナマン、政治家、イギリス首相（+ 1908年）
- 1836年 - アウグスト・テプラー（英語版）、物理学者（+ 1912年）
- 1840年（天保11年8月12日）- 津軽承昭、第12代弘前藩主、伯爵（+ 1916年）
- 1842年 - ヨハネス・ツケルトルト（英語版）、チェス選手（+ 1888年）
- 1856年 - デーブ・ファウツ、プロ野球選手（+ 1897年）
- 1860年 - グランマ・モーゼス、画家（+ 1961年）
- 1866年 - トリスタン・ベルナール（英語版、フランス語版）、作家（+ 1947年）
- 1867年 - アルベルト・バッサーマン、俳優（+ 1952年）
- 1867年 - J・P・モーガン・ジュニア（英語版）、銀行家（+ 1943年）
- 1870年（ユリウス暦8月26日） - アレクサンドル・クプリーン、作家、飛行士、探検家（+ 1938年）
- 1876年 - フランシスコ・ブアージャール、第2代マルタ首相（+ 1934年）
- 1887年 - イーディス・シットウェル（英語版）、詩人（+ 1964年）
- 1890年 - カルロス・パオレーラ、都市計画家（+ 1960年）
- 1894年 - ジョージ・ワグナー（英語版）、俳優（+ 1984年）
- 1900年 - 松沢一鶴、競泳選手（+ 1965年）
- 1900年 - テイラー・コールドウェル（英語版）、作家（+ 1985年）
- 1903年 - 島木健作、小説家（+ 1945年）
- 1904年 - C・B・コルビー（英語版）、児童文学作家（+ 1994年）
- 1907年 - アフメト・アドナン・サイグン、作曲家（+ 1991年）
- 1908年 - ポール・ユージン・ブラウン、NFLの発展における主要人物（+ 1991年）
- 1909年 - エリア・カザン、映画監督（+ 2003年）
- 1911年 - トドル・ジフコフ、ブルガリア共産党書記長、閣僚評議会議長(首相)、国家評議会議長(元首)（+ 1998年）
- 1912年 - デビッド・パッカード、実業家、工学者（+ 1996年）
- 1913年 - セメレーニ・オスヴァルド、言語学者（+ 1996年）
- 1913年 - アンソニー・クエイル、俳優（+ 1989年）
- 1914年 - リダ・バーロヴァ、女優（+ 2000年）
- 1914年 - ジェームズ・ヴァン・アレン、物理学者（+ 2006年）
- 1915年 - 伊藤清、数学者（+ 2008年）
- 1917年 - 葉室鐵夫、競泳選手（+ 2005年）
- 1917年 - ジョン・コーンフォース、化学者（+ 2013年）
- 1919年 - アルベリック・スホット、自転車競技（ロードレース）選手（+ 2004年）
- 1920年 - ハッリ・ウェッブ（英語版）、ジャーナリスト（+ 1994年）
- 1923年 - ピーター・ローフォード、俳優（+ 1984年）
- 1923年 - ルイーズ・サグス、プロゴルファー（+ 2015年）
- 1924年 - ダニエル・イノウエ、政治家、軍人（+ 2012年）
- 1924年 - レナード・ローゼンマン、作曲家（+ 2008年）
- 1925年 - ローラ・アシュレイ、ファッションデザイナー（+ 1985年）
- 1926年 - サミュエル・ゴールドウィン・Jr、映画プロデューサー（+ 2015年）
- 1926年 - エーリッヒ・ユスコウィアック（英語版）、サッカー選手（+ 1983年）
- 1926年 - エド・ウォーレン、心霊研究家夫妻の夫（+ 2006年）
- 1927年 - エリック・ヒル、絵本作家（+ 2014年）
- 1928年 - 木田元、哲学者、中央大学名誉教授（+ 2014年）
- 1929年 - クライド・ラブレット、バスケットボール選手（+ 2016年）
- 1930年 - ソニー・ロリンズ、ジャズサクソフォーン奏者
- 1930年 - ボードゥアン1世、ベルギー王（+ 1993年）
- 1930年 - 袁隆平、農学者（+ 2021年）
- 1931年 - チャールズ・カミレーリ、作曲家（+ 2009年）
- 1932年 - 西村潔、映画監督（+ 1993年）
- 1933年 - 笠原正行、プロ野球選手（+ 2009年）
- 1934年 - 青木稔、プロ野球選手（+ 2014年）
- 1934年 - シュニル・ゴンゴパディヤイ（英語版）、作家（+ 2012年）
- 1934年 - ウマル・カラーミー、政治家、第57・62代レバノン首相（+ 2015年）
- 1935年 - 福井俊彦、日本銀行総裁
- 1935年 - アブドゥ・ディウフ、政治家、セネガル大統領、首相
- 1936年 - バディ・ホリー、ミュージシャン（+ 1959年）
- 1936年 - ブライアン・ハート、エンジン技術者（+ 2014年）
- 1937年 - 木村操、官僚（+ 2020年）
- 1937年 - ジョン・フィリップ・ロー、俳優（+ 2008年）
- 1937年 - オレグ・ロボフ、ロシア共和国第一副首相（+ 2018年）
- 1938年 - 神戸一郎、歌手、俳優（+ 2014年）
- 1939年 - スタンリー・デビッド・グリッグス（英語版）、宇宙飛行士（+ 1989年）
- 1940年 - アブドゥルラフマン・ワヒド、政治家、第4代インドネシア大統領（+ 2009年）
- 1940年 - 神戸文彦、テレビディレクター
- 1940年 - ダリオ・アルジェント、映画監督
- 1942年 - 内海暎郎、銀行家、元三菱UFJ信託銀行会長、元三菱東京フィナンシャル・グループ会長
- 1942年 - ジョナサン・H・ターナー、経済学者
- 1944年 - ボラ・ミルティノビッチ、サッカー選手
- 1945年 - 伊藤義博、東北福祉大学助教授、アマチュア野球指導者（+ 2002年）
- 1946年 - フランシスコ・バレーラ、生物学者、認知科学者（+ 2001年）
- 1947年 - 末永正昭、元プロ野球選手
- 1947年 - 藤田紀子、女優、タレント
- 1948年 - 山本コウタロー、歌手（+2022年）
- 1949年 - 玉井信博、元プロ野球選手
- 1950年 - ジュリー・カブナー、女優、声優
- 1951年 - マーク・アイシャム、トランペッター、シンセサイザー奏者
- 1951年 - クリッシー・ハインド、ミュージシャン
- 1952年 - 上田弘司、俳優、スーツアクター、殺陣師
- 1952年 - 姿晴香、女優
- 1955年 - ミラ・ファーラン、女優（+ 2021年）
- 1956年 - 長渕剛、歌手
- 1956年 - 的場文男、騎手
- 1956年 - 鷲谷亘、プロ野球審判員
- 1958年 - 黒部幸英、司会、タレント
- 1958年 - ダニー・チャン、歌手（+ 1993年）
- 1959年 - 清水由貴子、歌手（+ 2009年）
- 1959年 - 苫米地英人、計算言語学者、認知心理学者
- 1960年 - ウェイド・ロードン、元プロ野球選手
- 1960年 - スマイリー原島、ミュージシャン、音楽プロデューサー、DJ
- 1961年 - ふくやまけいこ、漫画家
- 1961年 - ジャン＝イヴ・ティボーデ、ピアニスト
- 1961年 - 佐橋佳幸、ギタリスト
- 1962年 - 兵藤まこ、声優
- 1962年 - ヘレン笹野、元アイドル歌手、タレント、女優
- 1962年 - 森下裕美、漫画家
- 1962年 - 山田吉彦、海洋学者、経済学博士
- 1964年 - テイ・トウワ、ミュージシャン
- 1964年 - アンディ・フグ、K-1選手（+ 2000年[11]）
- 1965年 - 駒井千佳子、レポーター
- 1965年 - 村杉蝉之介、俳優
- 1965年 - 五代あつし、声優
- 1965年 - 大久保光哉、声楽家、指揮者、音楽学者、演出家、プロデューサー、書家
- 1965年 - 近藤芳久、元プロ野球選手
- 1966年 - 毛利名人、ファミコン名人
- 1967年 - 小牧太、騎手
- 1967年 - 塩崎雄二、漫画家
- 1968年 - 和泉容、ミュージシャン
- 1968年 - マルセル・デサイー、サッカー選手
- 1969年 - 慶元まさ美、DJ
- 1969年 - 川上ミネ、ピアニスト
- 1969年 - ルディ・ガリンド、フィギュアスケート選手
- 1970年 - 赤P-MAN、お笑いタレント
- 1970年 - 加藤真史、劇作家、演出家
- 1971年 - 岡崎朋美、スピードスケート選手
- 1971年 - 冠徹弥、歌手
- 1972年 - 林久美子、政治家
- 1972年 - 吉川元浩、競艇選手
- 1972年 - ジェイソン・イズリングハウゼン、元プロ野球選手
- 1973年 - 熊澤とおる、元プロ野球選手
- 1973年 - 灰村キヨタカ、イラストレーター
- 1974年 - 高橋広樹、声優
- 1974年 - 田中拓人、作曲家、編曲家、音楽プロデューサー、ピアニスト
- 1975年 - 阿部典史、レーシングライダー（+ 2007年）
- 1975年 - 彩豪一義、元大相撲力士
- 1975年 - 高森健太、作曲家
- 1975年 - ガブリエーレ・チョッフィ、元サッカー選手、指導者
- 1976年 - 篠原貴行、元プロ野球選手
- 1977年 - 大野愛果、作曲家
- 1977年 - 春日森春木、アニメーター、アニメ監督
- 1977年 - 根引謙介、元サッカー選手
- 1978年 - 徳永圭一、アナウンサー
- 1979年 - 石原慶幸、元プロ野球選手
- 1979年 - 吉住梢、声優
- 1979年 - 辻清人、政治家
- 1980年 - 朝比奈ゆうや、漫画家
- 1980年 - エムレ・ベロゾール、サッカー選手
- 1981年 - 南かなこ、歌手
- 1982年 - 日之内エミ、歌手
- 1982年 - 井口イチロウ、作曲家、編曲家、音楽プロデューサー
- 1982年 - 白石涼子、声優
- 1982年 - 伊佐樹里、バスケットボール選手
- 1983年 - アネッテ・ディトルト、フィギュアスケート選手
- 1983年 - 城ノ龍康允、元大相撲力士
- 1984年 - 大久保麻理子、女優、元グラビアアイドル
- 1984年 - マウロ・ゴメス、元プロ野球選手
- 1985年 - 張飛、プロボクサー（+ 2008年）
- 1985年 - ミッチ・ライブリー、プロ野球選手
- 1986年 - トッド・グラタン、野球選手
- 1987年 - 林啓介、元プロ野球選手
- 1987年 - 安旭、元プロ野球選手
- 1987年 - 加藤雅美、歌手、タレント（元SDN48）
- 1987年 - 金城しおり、歌手
- 1988年 - 川島巴瑠菜、柔道家
- 1988年 - クレイグ・リンドフィールド、サッカー選手
- 1988年 - 佐藤大基、サッカー選手（+ 2010年）
- 1989年 - 山下大輝、声優
- 1989年 - 岡島豪郎、プロ野球選手
- 1989年 - 長谷川真人、ラグビー選手
- 1989年 - 中根佑二、元プロ野球選手
- 1989年 - 加藤正志、元プロ野球選手
- 1990年 - 田中崇博、元プロ野球選手
- 1990年 - 眞家泉、気象キャスター
- 1990年 - ヒョードル・クリモフ、フィギュアスケート選手
- 1990年 - ターニャ・コルベ、フィギュアスケート選手
- 1991年 - しほの涼、元女優、元グラビアアイドル
- 1991年 - キム・アラ - 女優
- 1992年 - 福岡堅樹、ラグビー選手
- 1992年 - トーベ・アレクサンダーソン、オリエンテーリング選手、スキーオリエンテーリング選手
- 1994年 - 奈木野美樹、元子役
- 1994年 - 山﨑賢人、俳優
- 1995年 - 村上奈津実、声優
- 1995年 - 谷口海斗、プロサッカー選手
- 1996年 - 中村優、 フィギュアスケート選手
- 1996年 - ドノバン・ミッチェル、バスケットボール選手
- 1996年 - 金超喜、カーリング選手
- 1998年 - 種市篤暉、プロ野球選手
- 1998年 - 鈴木昭汰、プロ野球選手
- 1999年 - グレイシー・エイブラムス、シンガーソングライター
- 1999年 - ファン・ドンジュン、元アイドル、歌手、作曲家 (元GHOST9)
- 2000年 - 山田龍聖、プロ野球選手
- 2002年 - 小坂菜緒、アイドル（日向坂46）
- 生年不詳 - 希山明里、女優、声優
- 生年不詳 - 森田涼花、女優
- 生年不詳 - 西本淑子、ラジオパーソナリティ

## 忌日

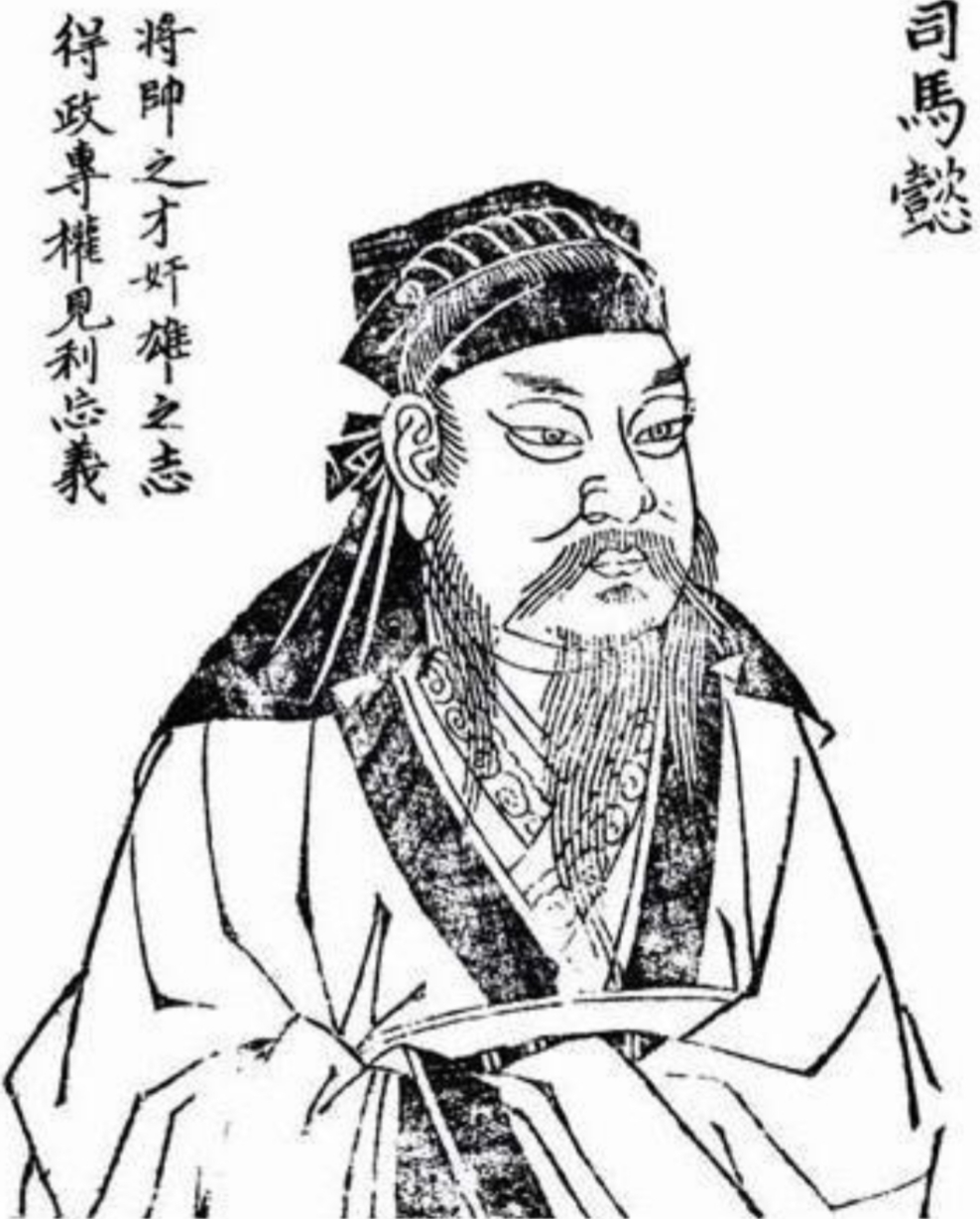
三国時代の武将、「高祖宣帝」司馬懿(179-251)没。

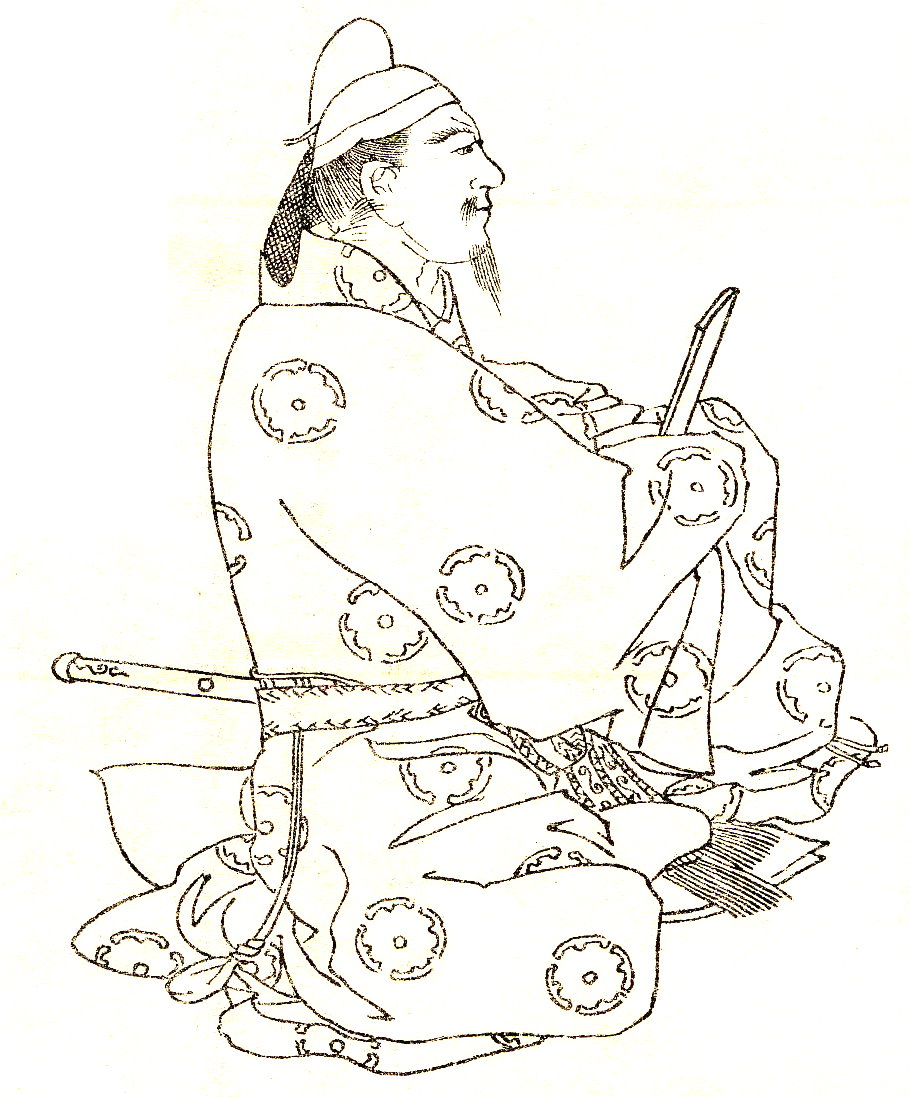
政治家藤原宇合(694-737)没。

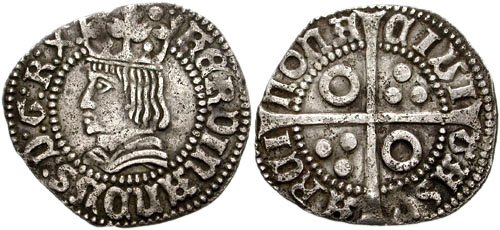
ナポリ王フェルディナンド2世(1469-1496)没。

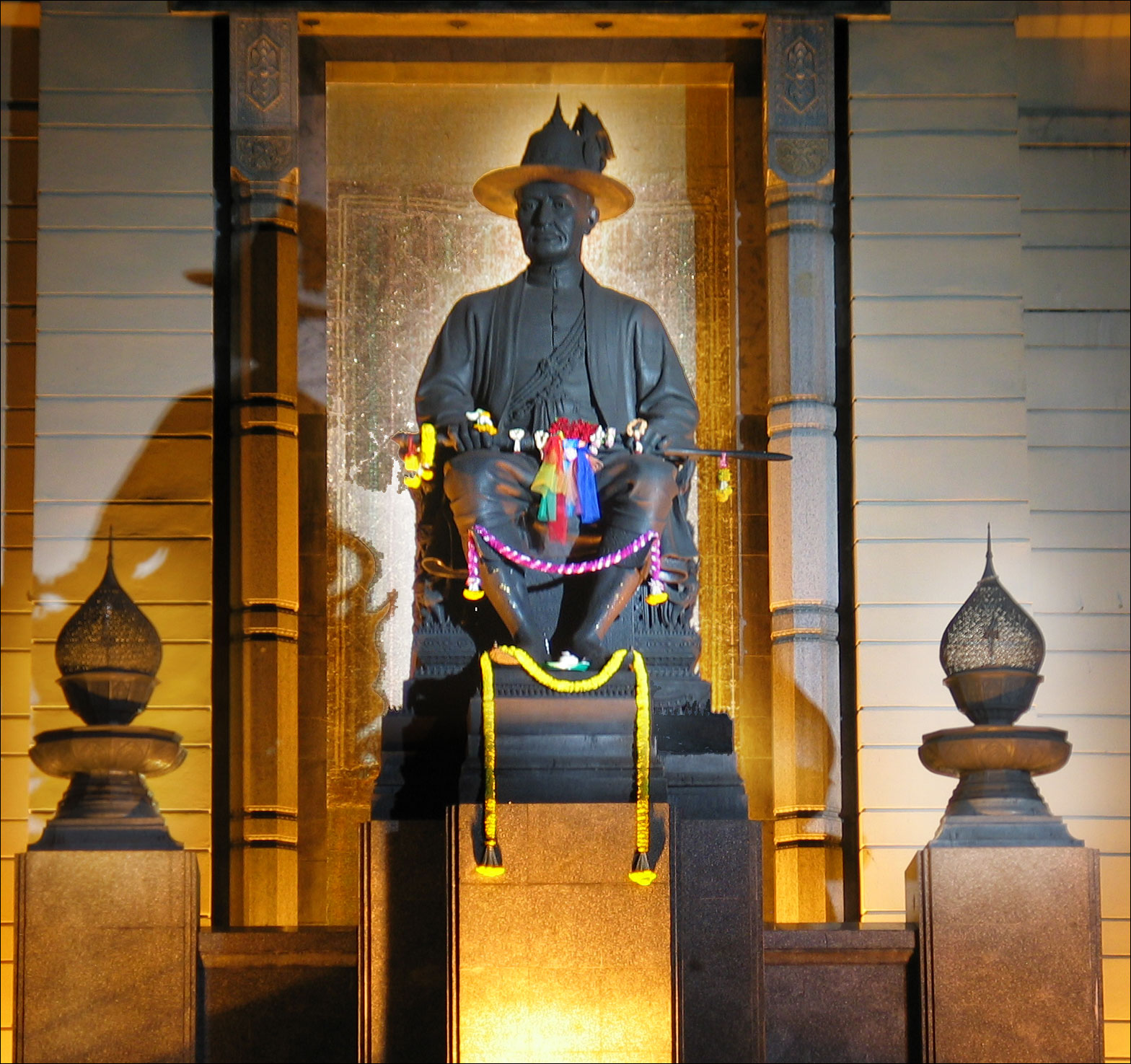
タイ王国、チャクリー王朝初代国王ラーマ1世(1737-1809)没。

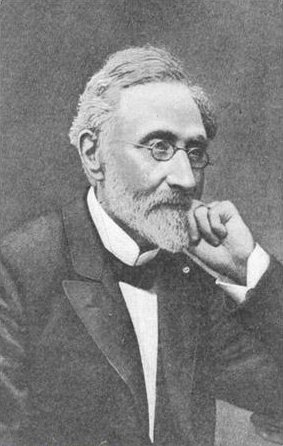
歴史家ハインリヒ・グレーツ(1817-1891)没。

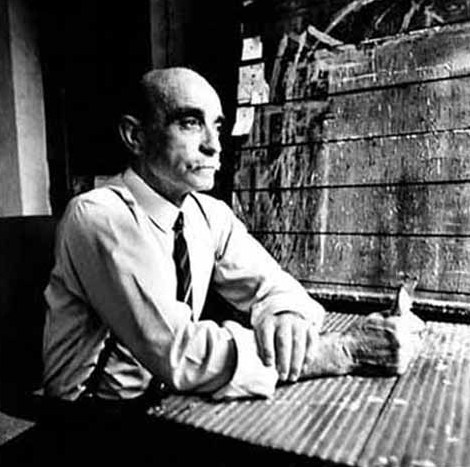
美術家ルーチョ・フォンタナ(1899-1968)没。

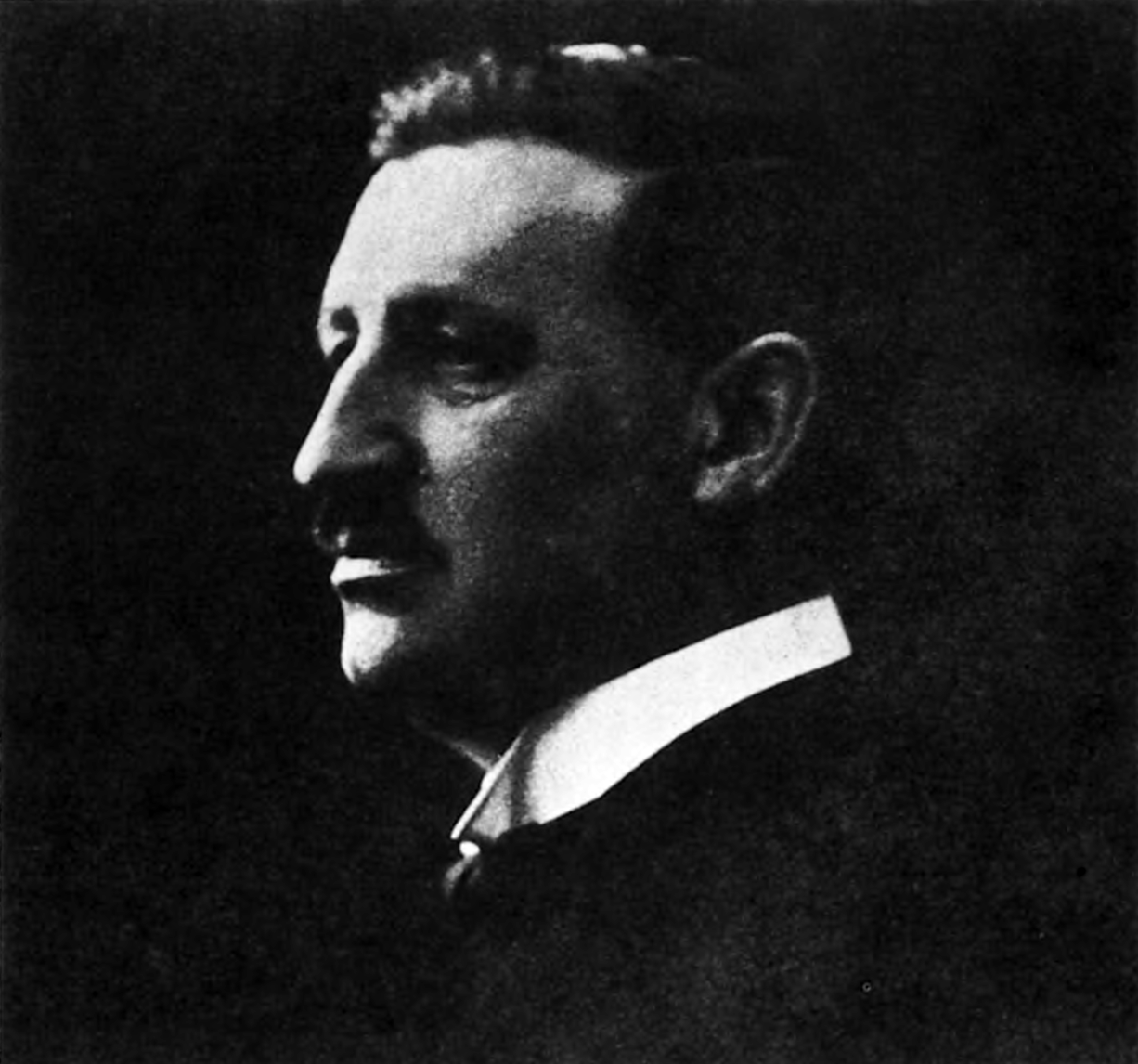
数学者マルセル・グロスマン(1878-1936)没。

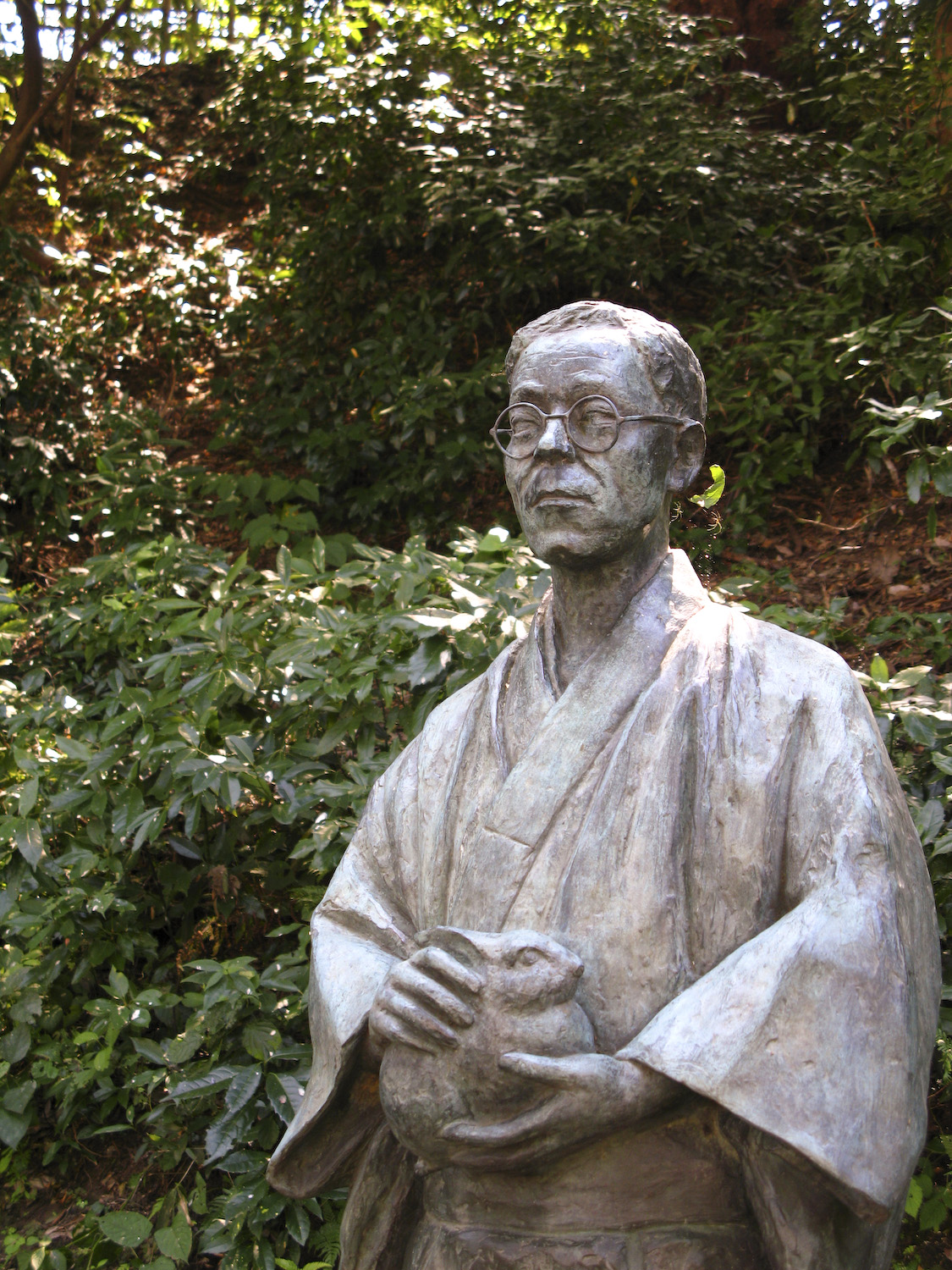
作家泉鏡花(1873-1939)没。

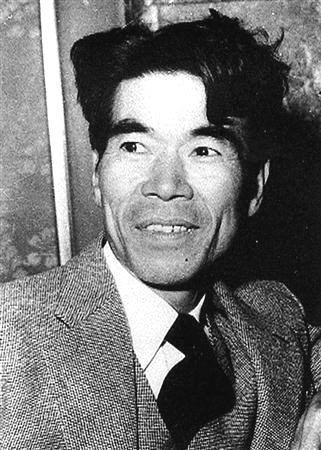
作家吉川英治(1892-1962)没。

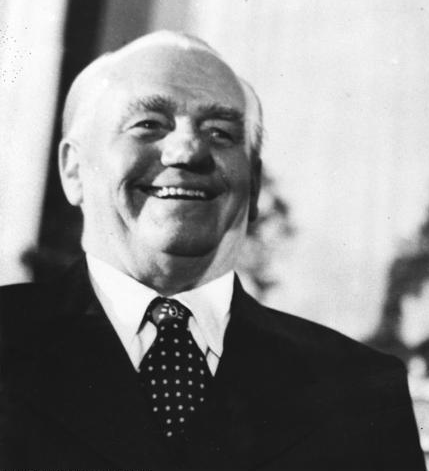
ドイツ民主共和国の初代にして最後の大統領、ヴィルヘルム・ピーク(1876-1960)没。

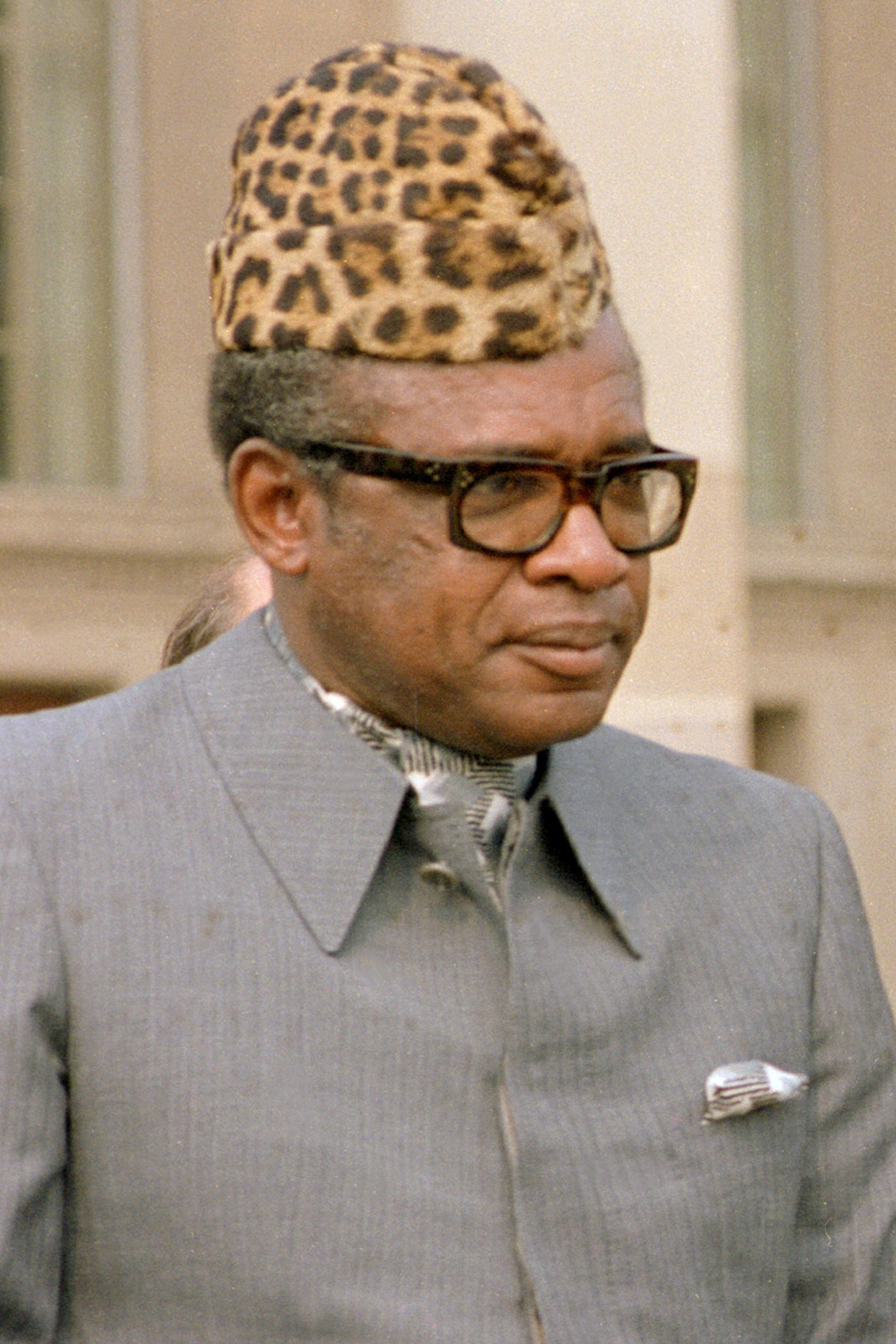
ザイールの第2代大統領モブツ・セセ・セコ(1930-1997)、亡命先のモロッコで没。

- 251年（嘉平3年8月5日） - 司馬懿[12]、魏の政治家（* 179年）
- 737年（天平9年8月5日）- 藤原宇合、奈良時代の公卿（* 694年）
- 1151年 - ジョフロワ5世、メーヌ伯、アンジュー伯、ノルマンディー公（* 1113年）
- 1275年（建治元年8月16日）- 千葉頼胤、鎌倉時代の武将（* 1239年）
- 1354年 - アンドレア・ダンドロ、ヴェネツィアのドージェ（* 1307年）
- 1459年（長禄3年8月11日）- 堀江利真、室町時代の武将（* 生年不詳）
- 1464年 - フリードリヒ2世 (ザクセン選帝侯)、王族（* 1412年）
- 1496年 - フェルディナンド2世、ナポリ王（* 1469年）
- 1507年（永正4年8月1日）- 細川澄之、細川政元の養子（* 1489年）
- 1507年（永正4年8月1日）- 香西元長、戦国武将（* 生年不詳）
- 1507年（永正4年8月1日）- 薬師寺長忠、摂津国守護代（* 生年不詳）
- 1522年（大永2年8月17日）- 畠山尚順、戦国時代の守護大名（* 1475年）
- 1534年 - ラザロ・シュペングラー（英語版）、宗教改革指導者、賛美歌作詞家（* 1479年）
- 1548年 - キャサリン・パー、イングランド王ヘンリー8世の妃（* 1512年）
- 1586年（天正14年7月24日） - 誠仁親王、正親町天皇第五皇子（* 1552年）
- 1628年（寛永5年8月10日）- 井上正就、江戸幕府老中（* 1577年）
- 1687年 - ヴィンチェンツォ・アルブリチ（英語版）、作曲家（* 1631年）
- 1754年（宝暦4年7月21日）- 伏見宮貞建親王、江戸時代の皇族（* 1701年）
- 1784年 - アンドレア・カザーリ（英語版）、画家、美術商（* 1705年）
- 1799年 - ルイ・ギョーム・ルモニエ、博物学者（* 1717年）
- 1799年 - ヤン・インゲンホウス、医学者、植物生理学者、化学者、物理学者（* 1730年）
- 1806年（文化3年7月25日）- 伴蒿蹊、歌人（* 1733年）
- 1809年 - ラーマ1世、タイ国王、チャクリー王朝創始者（* 1737年）
- 1809年 - カロリーネ・シェリング、フリードリヒ・シェリングの妻（* 1763年）
- 1851年 - ジョン・キッド、医師、化学者（薬学者）、地質学者（* 1775年）
- 1871年 - ピエール＝ジュール・ジョリヴェ、画家（* 1794年）
- 1877年 - お登勢、寺田屋の女将（* 1829年頃）
- 1891年 - ハインリヒ・グレーツ、歴史家（* 1817年）
- 1892年 - ジョン・グリーンリーフ・ホイッティア（英語版）、詩人（* 1807年）
- 1901年 - ヨハン・ルートヴィヒ・ヴィルヘルム・トゥディヒュム（英語版）、医師、生化学者（* 1829年）
- 1902年 - フランツ・ヴュルナー、指揮者、作曲家（* 1832年）
- 1902年 - エンリケ・ガスパール、外交官、作家（* 1842年）
- 1910年 - ウィリアム・ホルマン・ハント、画家（* 1827年）
- 1910年 - エミリー・ブラックウェル（英語版） 、医師（* 1826年）
- 1922年 - ウィリアム・スチュワート・ハルステッド、医師、外科医、医学者、医学教育者（* 1852年）
- 1929年 - アンジェロ・ルッフィーニ（イタリア語版）、生物学者、医師（* 1864年）
- 1933年 - エドワード・グレイ、イギリス外相（* 1862年）
- 1936年 - マルセル・グロスマン、数学者（* 1878年）
- 1939年 - 泉鏡花、小説家（* 1873年）
- 1943年 - 上山英一郎、発明家、大日本除虫菊（金鳥）創業者（* 1862年）
- 1948年 - 清水釘吉、実業家、清水建設元社長（* 1867年）
- 1948年 - 藍川清成、弁護士、実業家、政治家、元愛知電気鉄道（名古屋鉄道）社長（* 1872年）
- 1949年 - エルトン・メイヨー、社会学者（* 1880年）
- 1949年 - ホセ・クレメンテ・オロスコ、画家（* 1883年）
- 1951年 - ジョン・スローン、画家、イラストレーター（* 1871年）
- 1953年 - 阿部信行、政治家、第36代内閣総理大臣（* 1875年）
- 1960年 - ヴィルヘルム・ピーク、政治家、ドイツ民主共和国（東ドイツ）大統領（* 1876年）
- 1962年 - カレン・ブリクセン、小説家（* 1885年）
- 1962年 - 吉川英治、小説家（* 1892年）
- 1964年 - 14代千宗室、茶道家（* 1893年）
- 1968年 - ルーチョ・フォンタナ、美術家、画家、彫刻家（* 1899年）
- 1969年 - エヴァレット・ダークセン、アメリカ合衆国上院議員（* 1896年）
- 1973年 - 玉木章夫、ロケット工学者、元東京大学宇宙航空研究所所長（* 1915年）
- 1977年 - 木下良順[13]、病理学者、元大阪市立医科大学学長（* 1893年）
- 1978年 - キース・ムーン、ミュージシャン、ドラマー（ザ・フー）（* 1946年）
- 1982年 - ケン・ボイヤー、プロ野球選手（* 1931年）
- 1984年 - 有吉義弥、実業家、日本郵船元社長（* 1901年）
- 1984年 - 田辺貞之助、フランス文学者（* 1905年）
- 1984年 - ジョー・クローニン、プロ野球選手、監督（* 1906年）
- 1985年 - ロドニー・ロバート・ポーター、生化学者（* 1917年）
- 1985年 - 園田清充、政治家、第8代国土庁長官（* 1919年）
- 1985年 - 鴨居玲、画家（* 1928年）
- 1989年 - ミハイル・ゴルトシュタイン、ヴァイオリニスト、作曲家（* 1917年）
- 1990年 - A・J・P・テイラー、歴史家（* 1906年）
- 1991年 - 庄司浅水、ノンフィクション作家、書誌学研究家（* 1903年）
- 1991年 - エドウィン・マクミラン、化学者（* 1907年）
- 1993年 - ウィリアム・ギロック、音楽教育家、作曲家（* 1917年）
- 1994年 - 安浪栄基、実業家、福岡放送元社長 (* 1911年)
- 1994年 - 福田保朝、実業家、朝日放送元社長（* 1913年）
- 1994年 - テレンス・ヤング、映画監督（* 1915年）
- 1994年 - ジェームズ・クラベル、小説家、脚本家、映画監督（* 1924年）
- 1995年 - ジョン・B・カルフーン、動物行動学者、行動学者（* 1917年）
- 1996年 - 上田安子、ファッションデザイナー、上田安子服飾専門学校創設者（* 1906年）
- 1996年 - 三宅重光、銀行家、元日本銀行理事、東海銀行元頭取、JR東海元会長（* 1911年）
- 1997年 - モブツ・セセ・セコ、ザイール（現：コンゴ民主共和国）大統領（* 1930年）
- 1999年 - 原文兵衛、官僚、政治家、第20代参議院議長、第13代環境庁長官（* 1913年）
- 2002年 - 川端秀子、作家、川端康成の妻（* 1907年）
- 2002年 - エウジェニオ・コセリウ、言語学者（* 1921年）
- 2002年 - カトリン・カートリッジ、女優（* 1961年）
- 2003年 - ウォーレン・ジヴォン、ロックシンガーソングライター（* 1947年）
- 2004年 - ラルフ・ラップ（英語版）、物理学者（* 1917年）
- 2004年 - 竹内藤男、政治家、元茨城県知事（* 1917年）
- 2004年 - 福岡成忠、実業家、元ニコン社長（* 1918年）
- 2005年 - 岩月収二、政治家、元愛知県安城市長（* 1918年）
- 2005年 - 見沢知廉、小説家、新右翼活動家（* 1959年）
- 2006年 - 日向康、小説家（* 1925年）
- 2007年 - ジョン・コンプトン、政治家、セントルシア首相（* 1925年）
- 2008年 - 澄田智、第25代日本銀行総裁（* 1916年）
- 2008年 - 和太守卑良、陶芸家（* 1944年）
- 2008年 - 野田凪、クリエーター、アートディレクター、映像作家、CMディレクター（* 1973年）
- 2009年 - 増田三男、彫金家（* 1909年）
- 2009年 - 竹内敏晴、演出家（* 1925年）
- 2009年 - 五代目柳亭痴楽、落語家（* 1951年）
- 2010年 - 表章、能楽研究者、法政大学名誉教授（* 1927年)
- 2010年 - グレン・シャディックス、俳優、声優、脚本家（* 1952年)
- 2011年 - 長島三芳、詩人（* 1917年）
- 2011年 - 山本丈晴、作曲家、ギタリスト（* 1925年）
- 2011年 - 金森トシエ、ジャーナリスト（* 1925年）
- 2011年 - 湯木博恵、バドミントン選手、1972年ミュンヘン五輪銅メダリスト、国際バドミントン連盟殿堂（* 1948年）
- 2012年 - 丹古晴己（市場馨）、作詞家（* 1923年）
- 2013年 - 川上のぼる、腹話術師、声帯模写師（* 1929年）
- 2013年 - マレク・スピラール、サッカー選手（* 1975年）
- 2014年 - 山口淑子、女優、歌手、政治家（* 1920年）
- 2014年 - 川島正行、調教師、元騎手（* 1947年）
- 2014年 - ダグラス・E・スミス、コンピュータゲームプログラマ（* 1960年）
- 2014年 - 伊藤猛、俳優（* 1962年）
- 2015年 - 備前喜夫、元プロ野球選手（* 1933年）
- 2016年 - 船山浩志、元バレーボール選手（* 1935年）
- 2017年 - 河合常則[14][15]、政治家（* 1937年）
- 2017年 - 多氣田力、実業家、元アサツーディ・ケイ社長、元コナミスポーツ&ライフ会長（* 1937年）
- 2017年 - ジーン・マイケル、元プロ野球選選手、監督（* 1938年）
- 2018年 - 盛中国、バイオリニスト（* 1941年）
- 2018年 - 橋本英教、政治家（* 1967年）
- 2018年 - マック・ミラー、ラッパー、歌手、ソングライター、音楽プロデューサー（* 1992年）
- 2019年 - 大塚実、実業家、大塚商会創業者（* 1922年）
- 2019年 - ズジスワフ・ショスタク、指揮者、作曲家（* 1930年）
- 2019年 - ロジェ・ブトリ、作曲家、指揮者、ピアニスト、音楽学者（* 1932年）
- 2019年 - ロバート・アクセルロッド、声優、俳優（* 1949年）
- 2020年 - 岩佐幹三[16]、日本原水爆被害者団体協議会顧問、金沢大学名誉教授（* 1929年）
- 2020年 - 中井光雄、元競輪選手（* 1933年）
- 2020年 - アブドルカーデル・バージャンマール、政治家、第5代イエメン首相（* 1946年）
- 2021年 - 色川大吉、歴史家（* 1925年）
- 2021年 - ウォーレン・ストーム、ドラマー、歌手（* 1937年）
- 2021年 - 那須耕介、法哲学者（* 1967年）
- 2022年 - マーシャ・ハント、女優（* 1917年）
- 2022年 - 櫛田一男、政治家、元福島県いわき市長（* 1937年）
- 2022年 - バーナード・ショー、ジャーナリスト（* 1940年）
- 2022年 - ワレリー・ポリャコフ、宇宙飛行士（* 1942年）
- 2022年 - 應武篤良、アマチュア野球選手、指導者（* 1958年）
- 2023年 - 門田守人、医学者（* 1945年）
- 2023年 - 西村朗、作曲家（* 1953年）
- 2024年 - 黒沢博、歌手（ヒロシ&キーボー）（* 1948年）

## 記念日・年中行事
- 白露（ 日本 中国では2005年・2008年・2009年）※日付不定
二十四節気の一つ。
- 独立記念日（ ブラジル）
1822年のこの日、ブラジルがポルトガルからの独立を宣言した。
- 防衛の日・パキスタン空軍の日（ パキスタン）
1971年の第二次印パ戦争にちなむ。9月6日は陸軍の日、9月8日は海軍の日。
- 絶滅危惧種の日（ オーストラリア）
1936年のこの日、オーストラリア・タスマニア州の動物園で飼育されていたフクロオオカミの最後の1頭「ベンジャミン」が死亡し、絶滅したことに由来。
- 勝利の日（ モザンビーク）
1974年のこの日、ポルトガルとの間にモザンビーク独立戦争を終結させるルサカ協定が結ばれ独立が確定したことを記念する祝日。
- クリーナーの日（ 日本）
「ク(9)リーナ(7)ー」の語呂合せ。日本で初めて「メガネのくもり止め」を開発したメガネクリーナー製造会社・パールが制定[17]。
- CMソングの日（ 日本）
1951年（昭和26年）のこの日、初めてCMソングを使ったラジオCM（小西六（後のコニカ、現コニカミノルタ）の「さくらフイルム」のCM）が放送されたことに由来。